# Bataille de Saint-Denis (1567)
 (novembre 2019).
Pour les articles homonymes, voir Bataille de Saint-Denis.
Deuxième guerre de religion
Batailles
Guerres de Religion en France
Prélude
- Mérindol (1545)
- Amboise (1560)
- Colloque de Poissy (1561)

Première guerre de Religion (1562-1563)
- Édit de Saint-Germain (1562)
- Massacre de Wassy (1562)
- Toulouse (1562)
- Vergt (1562)
- Rouen (1562)
- Dreux (1562)
- Orléans (1563)
- Paix d'Amboise (1563)

Deuxième guerre de Religion (1567-1568)
- Surprise de Meaux (1567)
- Michelade (1567)
- Saint-Denis (1567)
- Chartres (1568)
- Paix de Longjumeau (1568)

Troisième guerre de Religion (1568-1570)
- Jarnac (1569)
- La Roche-l'Abeille (1569)
- Poitiers (1569)
- Orthez (1569)
- Montcontour (1569)
- Pamproux (1569)
- Saint-Jean-d'Angély (1569)
- Arnay-le-Duc (1570)
- Rabastens (1570)
- Paix de Saint-Germain-en-Laye (1570)

Quatrième guerre de Religion (1572-1573)
- Saint-Barthélemy (1572)
- Sancerre (1572-1573)
- Sommières (1573)
- La Rochelle (1573)

Cinquième guerre de Religion (1574-1576)
- Dormans (1575)
- Édit de Beaulieu (1576)

Sixième guerre de Religion (1577)
- Paix de Bergerac (1577)
- Édit de Poitiers (1577)

Septième guerre de Religion (1579-1580)
- Traité de Nérac (1579)
- Paix du Fleix (1580)

Huitième guerre de Religion (1585-1598) 
Guerre des Trois Henri

- Traité de Joinville (1584)
- Édit de Nemours (1585)
- Jarrie (1587)
- Coutras (1587)
- Vimory (1587)
- Auneau (1587)
- Journée des Barricades (1588)
- Arques (1589)
- Ivry (1590)
- Paris (1590)
- Journée des Farines (1591)
- Chartes (1591)
- Poncharra (1591)
- Châtillon (1591)
- Rouen (1591-1592)
- Craon (1592)
- Port-Ringeard (1593)
- Fort Crozon (1594)
- Fontaine-Française (1595)
- Doullens (1595)
- Amiens (1597)
- Édit de Nantes (1598)

Rébellions huguenotes (1621-1629)
- Saumur (1621)
- Saint-Jean-d'Angély (1621)
- La Rochelle (1621)
- Montauban (1621)
- Riez (1622)
- Royan (1622)
- Sainte-Foy (1622)
- Nègrepelisse (1622)
- Saint-Antonin (1622)
- Montpellier (1622)
- Saint-Martin-de-Ré (1622)
- Traité de Montpellier (1622)
- Blavet (1625)
- Île de Ré (1625)
- Traité de Paris (1626)
- Saint-Martin-de-Ré (1627)
- La Rochelle (1627-1628)
- Privas (1629)
- Alès (1629)
- Montauban (1629)
- Paix d'Alès (1629)

Révocation de l'édit de Nantes (1685)
Le 10 novembre 1567 eut lieu la bataille de Saint-Denis entre catholiques et protestants.

## Contexte
Inquiétés par l'armée espagnole envoyée depuis le Milanais vers les Pays-Bas en longeant la frontière française pour réprimer la révolte des gueux, et par l’entrevue de Bayonne, dont l’issue est restée secrète, les protestants français tentent d’enlever le roi le 28 septembre 1567 (surprise de Meaux). L’opération échoue, mais les villes protestantes se soulèvent à nouveau.
Les troupes de Condé et Coligny, renforcées de mercenaires allemands, campent à Saint-Denis, avec l'objectif d'affamer Paris. La basilique est alors pillée et profanée,.
Condé, d'Andelot et son frère l'amiral de Coligny (deux neveux maternels, comme leur frère le cardinal de Châtillon, du connétable Anne de Montmorency, chef catholique !), entament alors des pourparlers avec la Cour. Le roi Charles IX leur envoie ses hérauts, et leur enjoint de se présenter sans armes, sous peine d’être déclarés rebelles, suivant un ancien usage féodal. Les chefs protestants décident alors d’investir complètement Paris.

## Déroulement de la bataille

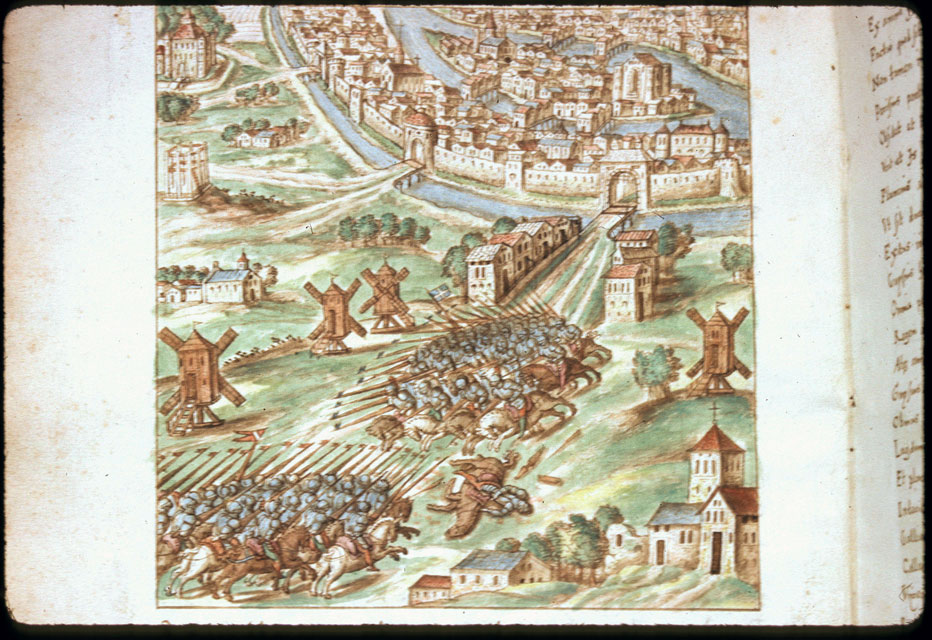
Bataille de Saint-Denis.
Enluminure du manuscrit Carmen de tristibus Galliae, 1577, Bibliothèque municipale de Lyon, ms. 0156,.

Assez rapidement, Paris manque de vivres. Montmorency, nommé par Catherine de Médicis à la tête de l’armée royale, fait une sortie sur la route de Saint-Denis et occupe la plaine entre Montmartre et Aubervilliers. Il partage son armée en trois batailles : le centre et la gauche étaient composés de bourgeois parisiens « bien marnez et dorez comme calices » et la droite de 6 000 hommes de la Garde à pied française du roi commandée par Philippe Strozzi et des Suisses gardant l'artillerie.
Du côté protestant, les arquebusiers ont creusé des tranchées pour s’abriter ; les cavaliers, eux, utilisent des gaules ferrées en guise de lance.
La milice parisienne est stoppée par le feu des arquebusiers puis enfoncée dans l'affrontement de cavalerie, où le connétable de Montmorency est gravement blessé, à l'âge de 74 ans, d’un coup de pistolet dans le dos. Il meurt des suites de ses blessures le 12 novembre à Paris. L'élan de l'armée royale stoppée, les calvinistes poursuivent les vaincus, mais l'aile droite de l'armée royale, restée intacte, fit un mouvement de conversion à gauche, les prit en flanc et les rejeta en désordre au-delà de Saint-Denis.
Les débris des troupes protestantes se retirent alors sur Montereau, puis sont poursuivies jusqu'aux confins de la Lorraine par les Gardes françaises qui revinrent ensuite à Paris, où elles prirent leurs quartiers, permettant à Paris de se réapprovisionner.

## Suites
Les deux armées se renforcent :
- du côté protestant, on reçoit l’aide de Frédéric III, électeur palatin, qui envoie 9 500 mercenaires ; l’armée des vicomtes, rassemblée par Bruniquel, Caumont et Montclar, qui réunit les Gascons et les protestants du Rouergue, a rallié ceux du Sud-Est, et rejoint Condé sous la direction de Jacques de Crussol (soit 4 000 hommes). L’armée protestante compte environ 30 000 hommes ;
- du côté catholique également, avec les renforts italiens et suisses du duc de Nevers.

Les frais élevés causés par ces deux armées provoquent leur licenciement et la conclusion de la paix de Longjumeau en mars 1568.